# Euploea boengoerana
Euploea boengoerana är en fjärilsart som beskrevs av Van Eecke 1915. Euploea boengoerana ingår i släktet Euploea och familjen praktfjärilar. Inga underarter finns listade i Catalogue of Life.